# Ондар, Биче-оол Лопсан-Серенович
Биче-оол Лопсан-Серенович Ондар (1927—1974) — тувинский писатель, прозаик, переводчик, автор учебников по родному (тувинскому) языку.

## Биография
Ондар Биче-оол Лопсан-Серенович родился 14 апреля 1927 года в селе Хор-Тайга Дзун-Хемчикского района. Окончил среднюю школу, филологический факультет Кызылского государственного педагогического института. Работал учителем и директором в школах республики, заведующим отдела образования Овюрского кожууна (1954-1955гг), инструктором Тувинского обкома Коммунистической партии Советского Союза, в редакции республиканской общественно-политической газета на тувинском языке «Шын».

## Творчество
Литературную деятельность начал с 1944 года. Работал в основном в жанре прозы. Автор книг «Чорууңар чогузун» («Доброго пути») (1967), «Алдын-оол и Эникпен» (1970), «Баштайгы чыл» («Первый год») (1973), «На зимнее пастбище» (1975), «Пути дороги» (1977). Перевел на тувинский язык произведения Н. Гоголя, Л. Толстого, М. Горького, Л. Соболева, Н. Носова и других писателей. Автор учебников по родному (тувинскому) языку для 3-4 кл. (Төрээн чугаа: Эге школаның 4-кү клазынга өөредилге ному; Родная речь : Кн. для чтения +для 3-го кл.).

### Основные публикации
Ондар, Биче-оол Лопсан-Серенович. Пути-дороги [Текст] : Рассказы : [Для ст. и сред. школьного возраста : Пер. с тувин.] / Биче-оол Ондар. — Кызыл : Тувин. кн. изд-во, 1977. — 185 с.
Ондар, Биче-оол Лопсан-Серенович. На зимнее пастбище [Текст] : Рассказы : [Для сред. школьного возраста] : [Перевод] / Биче-оол Ондар; [Худож. Д. С. Ооржак]. — Кызыл : Тувин. кн. изд-во, 1975. — 80 с.
Ондар, Биче-оол Лопсан Серенович. Родная речь : Кн. для чтения +для 3-го кл. / Б. Л. Ондар, Н. С. Конгар. — 5-е изд., перераб. — Кызыл : Тувин. кн. изд-во, 1985. — 262 с. Ондар, Биче-оол Лопсан-Серенович. Төрээн чугаа : Эге школаның 4-кү клазынга өөредилге ному / Б. Л.-С. Ондар, Н. С. Конгар, А. С. Шоюн. — 3. үндүрүлгези, эдилгелиг. — Кызыл : Тываның ном үндүрер чери, 2003 (Екатеринбург : ГИПП Урал. рабочий). — 286 с., цв. ил.; 23 cм.; ISBN 5-7655-0219-9 (в пер.)
Ондар, Б. Л.-С. Алдын-оол биле Эникпен: [чечен чугаалар] / Б. Л.-С. Ондар. — Кызыл : ТывНҮЧ, 1970. — 87 ар.
Ондар, Б. Л.-С. Баштайгы чыл: новеллалап чыгган тоожу / Б. Л.-С. Ондар. — Кызыл : ТывНҮЧ, 1973. −152 ар.
Ондар, Б. Л.-С. Чорууңар чогузун: чечен чугаалар / Б. Л.-С. Ондар. — Кызыл : ТывНҮЧ, 1967. — 80 ар.